# Pa' servir a ud. (álbum)
Pa' servir a ud. es el álbum debut de la banda mexicana La Lupita. Fue publicado en 1992 por Culebra Records. 

## Información del álbum
Luego de formarse a finales de los 80's y de ofrecer distintos conciertos, los cuales principalmente abrían a otros grupos como Cuca y Maná, la gente empezó a interesarse en la banda y es por eso que el sello discográfico Culebra Records decide grabar el primer álbum de la banda. De este se desprenden los sencillos «Contrabando y traición», «El rey Leonardo» y el que diera a conocer a la banda: « La paquita disco », entre otros. 

## Lista de canciones[2]
- 1. El rey Leonardo - 1:03
- 2. La mañana de una noche difícil - 2:37
- 3. El güero - 2:41
- 4. El ombligo de la luna - 2:29
- 5. ¿Qué estás haciendo? - 3:35
- 6. El camello - 3:14
- 7. Pa' Lariza - 2:56
- 8. Don Tejón - 3:20
- 9. Contrabando y traición - 3:34
- 10. La suerte - 3:06
- 11. La maraca - 3:00
- 12. La paquita disco 2:50
- 13. Jalando imecas - 1:18

Hecho en México. Manufacturado y distribuido por Bertelsmann de México, S.A. de C.V. (P) (C) 1992

## Músicos
- Héctor Quijada, Rosa Adame - Voz.
- Lino Nava - Guitarra eléctrica y acústica.
- Bola Domene - Batería y percusiones.
- Poncho Toledo - Bajo.

## Posicionamiento en listas
| Publicación | País           | Lista                                                   | Año  | Puesto |
| ----------- | -------------- | ------------------------------------------------------- | ---- | ------ |
| Alborde     | Estados Unidos | Los 250 álbumes más importantes del Rock Iberoamericano | 2006 | 157    |
| Switch      | México         | los 50 mejores discos de rock y pop mexicano            | 2000 | 28     |